# Agrostis actinoclada
Agrostis actinoclada é uma espécie de gramínea do gênero Agrostis, pertencente à família Poaceae.